# داني ويلسون
داني جون ويلسون (بالإنجليزية: Danny John Wilson)‏ لاعب كرة قدم إسكتلندي ولد في 27 ديسيمبر عام 1991، يلعب لنادي كولورادو رابيدز الأمريكي، حيث يجيد اللعب في قلب الدفاع ويستطيع أيضا اللعب كظهير أيسر.
انضم إلى نادى غلاسكو رينجرز الإسكتلندى في العام 2007 حتى صيف 2010 حيث انتقل إلى ليفربول الإنجليزي بصفقة كلفت العملاق الإنجليزي 1.920.000 جنيه استرليني.
داني ويلسون لاعب كرة قدم إسكتلندي ولد في 27 ديسيمبر عام 1991 انضم إلى نادى جلاسكو رانجيير الإسكتلندى في العام 2007 حتى صيف 2010 حيث انتقل إلى نادي ليفربول بصفقة كلفت العملاق الإنجليزي 1.920.000 جنيه استرليني
يجيد داني ويلسون اللعب في قلب الدفاع ويستطيع أيضا اللعب كظهير أيسر
داني ويلسون لاعب كرة قدم إسكتلندي ولد في 27 ديسيمبر عام 1991 انضم إلى نادى جلاسكو رانجيير الإسكتلندى في العام 2007 حتى صيف 2010 حيث انتقل إلى ليفربول الإنجليزي بصفقة كلفت العملاق الإنجليزي 1.920.000 جنيه استرليني
يجيد داني ويلسون اللعب في قلب الدفاع ويستطيع أيضا اللعب كظهير أيسر

## روابط خارجية
- داني ويلسون على موقع الاتحاد الأوربي (الإنجليزية)
- داني ويلسون على موقع الاتحاد الإسكتلندي (الإنجليزية)
- داني ويلسون على موقع الدوري الأمريكي (الإنجليزية)
- داني ويلسون على موقع إي إس بي إن إف سي (الإنجليزية)
- داني ويلسون على موقع قاعدة بيانات كرة القدم.إي يو (الإنجليزية)
- داني ويلسون على موقع ناشيونال فوتبول تيمز (الإنجليزية)
- داني ويلسون على موقع Soccerbase.com (لاعب) (الإنجليزية)
- داني ويلسون على موقع Soccerway.com (الإنجليزية)
- داني ويلسون على موقع عالم كرة القدم.نت (الإنجليزية)
- داني ويلسون على موقع كووورة